# Niagara (jeu)
Niagara est un jeu de société créé par Thomas Liesching en 2004 et édité par Zoch/Gigamic.
Pour 3 à 5 joueurs, à partir de 8 ans pour environ 60 minutes. Une extension permet de jouer jusqu'à 6 joueurs.

## Principe général
Les joueurs doivent ramener à l'aide de leurs canoës des pierres précieuses qu'ils trouvent le long d'une rivière tumultueuse. À chaque tour, la rivière avance, entrainant avec elle les canoës. Il faut lutter à la fois contre le courant et contre les adversaires qui peuvent vous voler vos chargements.

## Règle du jeu

### Matériel
- Un plateau de jeu
- 12 disques de rivière transparents
- 10 canoës (2 × 5 couleurs différentes)
- 35 cartes de pagaie (7 × 5 couleurs différentes)
- 40 gemmes (8 × 5 couleurs de gemmes)
- 1 bouée (marqueur de premier joueur)
- 1 nuage (marqueur de météo)

### Mise en place

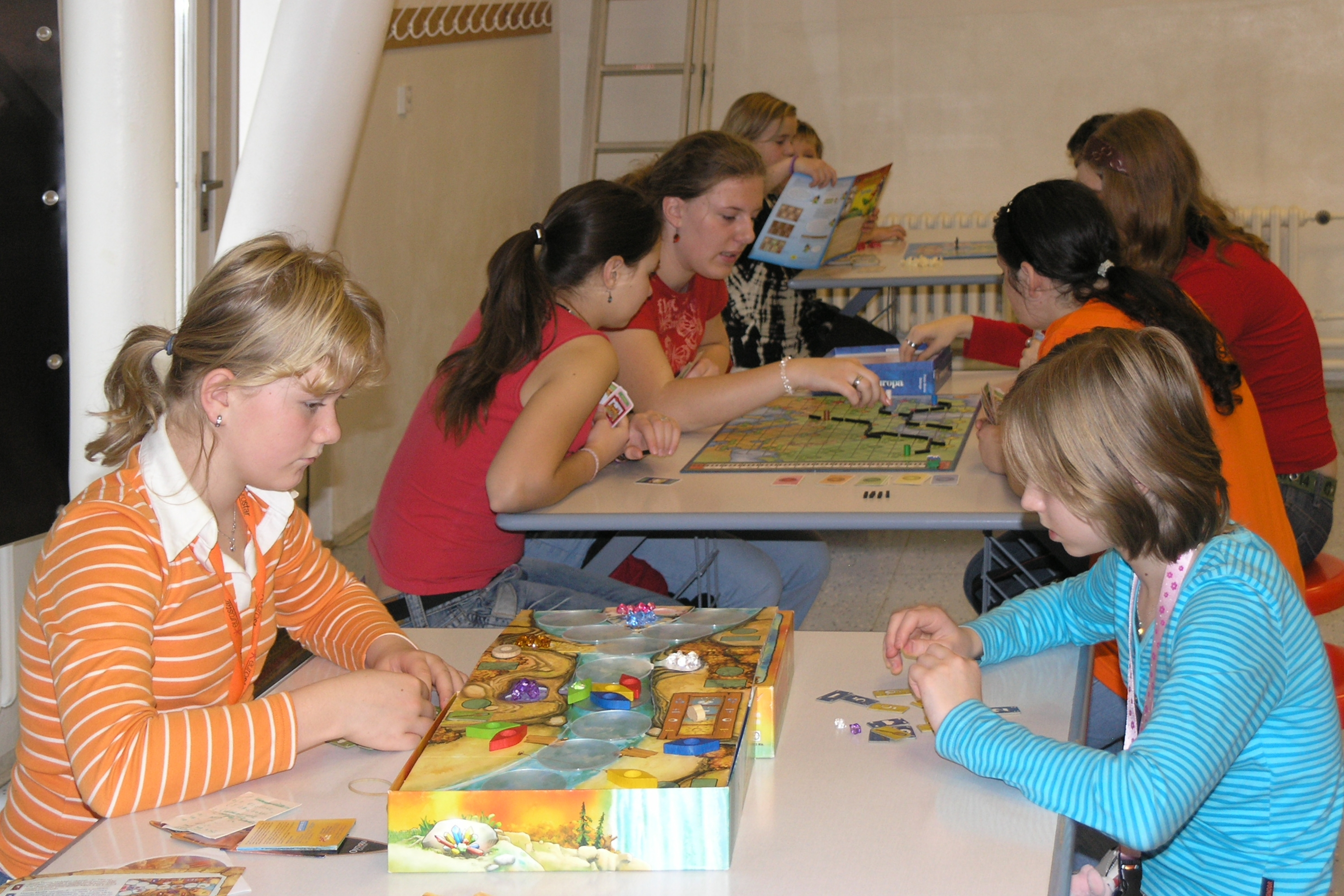
Niagara

- Placer le couvercle et le fond de la boite de jeu retournée côte à côte. Y déposer le plateau de manière que l’extrémité du plateau forme une cascade.
- Placer 7 gemmes de chaque couleur sur leur gisement respectif (la 8e gemme est de rechange en cas de perte).
- Placer 9 disques sur le lit de la rivière de manière que le disque le plus en amont soit juste sous la corde traversant la rivière.
- Placer le marqueur de météo sur la case 0 de la piste météo du plateau.
- Chaque joueur choisit sa couleur, prend les 7 cartes de pagaie qu’il garde secrètement, place ses 2 canoës sur la rive près des quais en amont de la rivière.
- Chaque joueur choisit un emplacement rond et rectangulaire le plus proche de lui sur le bord du plateau.
- Le premier joueur place la bouée sur son emplacement rond.

### But du jeu
- Les joueurs pagayent le long du Niagara pour collecter des gemmes. En jouant des cartes de pagaie, ils déterminent la vitesse de leur canoë et la vitesse du courant dans lequel tous les canoës évoluent.
- Certains gemmes sont dangereusement proches des rapides et les joueurs doivent habilement planifier le déplacement de leurs canoës pour collecter les gemmes sans tomber dans les rapides.
- Le premier joueur qui parvient à collecter 4 gemmes de la même couleur, ou 5 gemmes de couleurs différentes, ou 7 gemmes de n’importe quelle couleur gagne la partie.

### Déroulement
Chaque tour de jeu se compose de 4 phases consécutives :
Phase 1 : Les joueurs préparent une carte de pagaie
Chaque joueur choisit secrètement une de ses cartes de pagaie parmi celles qu’il a encore en main et la place face retournée sur son emplacement rectangulaire.
Phase 2 : Chaque joueur applique l’action de sa carte de pagaie
En commençant par le premier joueur (celui qui a la bouée), chaque joueur révèle sa carte de pagaie puis en applique l’action.
Déplacer les canoës (carte de pagaie de 1 à 6)
Le joueur peut/doit déplacer un ou deux de ses canoës selon leur place sur le plateau :
Deux canoës sur la rive : le joueur doit déplacer un et un seul canoë.
Un canoë sur la rive et un dans la rivière : le joueur doit déplacer le canoë dans la rivière et peut déplacer le canoë sur la rive.
Deux canoës dans la rivière : le joueur doit déplacer les deux canoës.
Utilisation des points d’action
Pour chaque canoë déplacé, le joueur doit consommer tous les points d’action indiqués sur la carte de pagaie. Pour consommer les points d’action, le joueur peut :
Déplacer le canoë sur les disques de rivière.
Chaque déplacement d’un disque de rivière coûte un point d’action.
Le joueur peut déplacer le canoë soit vers l’amont soit vers l’aval. On ne peut pas combiner les deux directions.
Il n’y a pas de limitation du nombre de canoës sur un disque de rivière.
Si le joueur déplace un canoë vide vers l’amont et termine le déplacement sur un disque de rivière où se trouve un canoë adverse chargé d’une gemme, le joueur peut voler la gemme et la placer dans son canoë sans que cela lui coûte de point d’action.
Lorsque le joueur veut sortir un canoë de la rive dans la rivière, le déplacement sur le premier disque de rivière coûte un point d’action.
Lorsque le joueur veut sortir un canoë de la rivière sur la rive, le déplacement depuis le dernier disque de rivière vers la rive coûte un point d’action. Par exception, le joueur qui sort un canoë de la rivière sur la rive n’est pas obligé de consommer tous les points d’action.
Charger ou décharger une gemme.
Le chargement ou le déchargement d’une gemme coûte deux points d’action.
Le joueur peut charger ou décharger une gemme soit avant soit après le déplacement du canoë. On ne peut pas charger ou décharger pendant le déplacement.
Pour charger une gemme, le joueur prend une gemme dans le gisement voisin du canoë et la place dans le canoë. Le canoë ne peut pas contenir plus d’une seule gemme.
Pour décharger une gemme, le joueur prend la gemme de son canoë et la place dans le gisement voisin du canoë.
Le joueur peut combiner un déchargement + chargement pour quatre points d’action, à condition de le faire dans le même gisement, et que la couleur de la gemme chargée diffère de la couleur de la gemme déchargée.
Gagner une gemme
Lorsque le joueur rentre un canoë chargé d’une gemme sur la rive, il gagne la gemme, qu’il prend et place dans sa réserve, visible des autres joueurs.
Modifier la météo (carte de pagaie météo)
Lorsque le joueur a choisi une carte de pagaie météo, il doit déplacer le marqueur de météo d’une et une seule case vers le haut ou vers le bas sur la piste météo du plateau.
Le joueur ne peut déplacer aucun de ses canoës.
Phase 3 : Déplacement de la rivière
Les joueurs déterminent le déplacement de la rivière en calculant :
La valeur de la plus petite carte de pagaie jouée à ce tour-ci (ou zéro si tous les joueurs ont joué une carte de pagaie météo)
Augmentée ou réduite de la valeur indiquée sur la piste météo.
Ajout des disques de rivière
Si le déplacement calculé est plus grand que zéro, un joueur doit glisser autant de disques rivière que le résultat obtenu. Pour chaque disque de rivière à glisser :
Le joueur prend un disque de rivière disponible hors du plateau et le place en amont, au-dessus de la corde.
Le joueur pousse le disque de rivière vers l’aval, jusqu’à ce qu’il se retrouve juste sous la corde traversant la rivière.
À hauteur de l’embranchement de la rivière, les disques glissent alternativement vers le bras de gauche et de droite.
À hauteur de la cascade, un disque de rivière tombe pour chaque disque de rivière introduit en amont.
Chute des canoës dans la cascade
Lorsqu’un disque de rivière tombe dans la cascade, il emporte avec lui les canoës qui s’y trouvent.
Lors de la phase 1 d’un tour prochain, le joueur qui a perdu un canoë dans la cascade peut le récupérer en payant une gemme de sa réserve. La gemme payée est placée dans le gisement de la couleur correspondante. Le canoë récupéré est placé sur la rive en amont.
Si un joueur perd ses deux canoës et n’a pas de gemme dans sa réserve, il peut récupérer un et un seul canoë gratuitement et le placer sur la rive en amont.
Chute des gemmes dans la cascade
Lorsque la cascade emporte des canoës chargés de gemmes, les gemmes perdues retournent dans le gisement de la couleur correspondante.
Phase 4 : Passage du marqueur de premier joueur
Le premier joueur passe la bouée (marqueur de premier joueur) au joueur suivant dans le sens horaire.
Chaque fois que les joueurs ont joué leurs 7 cartes de pagaie (après 7 tours de jeu), ils reprennent les 7 cartes en main et poursuivent la partie.

### Fin de partie et vainqueur
Quand un joueur possède dans sa réserve 4 gemmes de la même couleur, ou 5 gemmes de couleurs différentes, ou 7 gemmes de n’importe quelle couleur, les joueurs terminent la phase 2 du tour courant, et la partie se termine.
Le ou les joueurs qui ont atteint l’objectif dans le tour sont les vainqueurs.

## Extensions

### Diamanten Joe
Une petite extension avec un bateau, proposée à Essen en 2005.

### Les fantômes des eaux sur le Niagara (Flussgeister am Niagara)
Extension publiée en 2006. Le but est le même que le jeu original mais du matériel supplémentaire permet d'ajouter des règles. On peut choisir de n'utiliser que l'une ou l'autre des règles étendues. De plus, du matériel supplémentaire permet de jouer jusqu'à 6 joueurs.
Trois cartes de pagaie ont été ajoutées :
- une carte 7 qui permet de jouer 7 coups ;
- une carte lasso qui permet de sortir immédiatement son canoë sur la rive ;
- une carte 1/2/3 qui permet de jouer, au choix, 1, 2 ou 3 coups.

Autres matériels ajoutés :
- un disque de rivière « tourbillon » sur lequel les canoës ne peuvent stationner ;
- un « castor baigneur » qui remet la piste météo à 0 lorsqu'il dévale la cascade ;
- un « élan pressé » qui permet au canoë sur lequel il embarque d'avancer deux fois plus vite ;
- six canoës doubles permettant d'embarquer, de transporter et de voler deux gemmes à la fois

## Récompenses
- Spiel des Jahres  2005
- Mensa Select Mind Games  2005

## L'auteur
L'auteur, Thomas Liesching, a publié en 2005 un autre jeu chez Zoch : Dschamàl, qui est basé sur la reconnaissance tactile.